# Scanningdaten
Scanningdaten ist ein Oberbegriff für Informationen, die in elektronischer Form gespeichert werden können und aufgrund einer berührungslosen Auslesung von grafischen Codes durch einen Scanner. Scanningdaten kommen in vielen Bereichen vor und dienen meist der Rationalisierung in logistischen Abläufen, da sie die Übertragung und Verarbeitung von Informationen erleichtern, beschleunigen und weniger fehleranfällig machen.
Beispiele:
- Die Post und andere Speditionsunternehmen nutzen Barcodes, um eine Datenspur der beförderten Güter anzulegen, indem diese an zahlreichen Zwischenstationen während ihres Transportes 'gescannt' werden.
- Im Handel werden standardisierte Barcodes (in Deutschland die EAN) genutzt. Damit kann jedes Produkt eindeutig identifiziert werden. Handelsunternehmen nutzen diese Kennzeichnung, um die Stammdaten der Produkte zu ordnen und bei Bedarf (z. B. an der Scannerkasse) abzurufen.

## Arten von Scanningdaten im Handel
Die häufigste Form von Scanningdaten im Handel sind Transaktionsdaten, die Informationen über abgeschlossene Transaktionen enthalten. Im Wesentlichen handelt es sich dabei um elektronische Versionen der Kassenbons.
Aus diesem Grunde sind Warenkorbdaten die ursprünglichste Form von Scanningdaten.
Besonders in den Anfangsjahren des Einsatzes der Scanningtechnologie im Handel stellte der zur Speicherung von Warenkorbdaten benötigte Platz einen Engpass dar. Deshalb wurden Warenkorbdaten nur in aggregierter Form gespeichert oder übertragen. Eine solche Aggregation kann z. B. stattfinden nach:
- Zeitspannen (z. B. pro Tag oder pro Monat)
- Artikelnummern
- Geschäftsstellen
- Warengruppe oder Artikelgruppen

Im Handel wurden Scanningdaten zunächst hauptsächlich genutzt, um weitgehend automatisierte Warenwirtschaftssysteme zu ermöglichen. In den letzten Jahren gewinnt aber immer stärker auch der Umstand an Bedeutung, dass Scanningdaten Informationen über das Kaufverhalten der Kunden enthalten. Für Handelsunternehmen wäre es nützlich, diese Informationen zu extrahieren und bei Entscheidungen zu berücksichtigen. Zu diesem Zweck führen Handelsunternehmen Scanningdatenanalysen oder Warenkorbanalysen durch oder lassen sie von spezialisierten Unternehmen durchführen.